# Biosfeerreservaat Astrachanski
Biosfeerreservaat Astrachanski, officieel Orde van de Rode Vlag van de Arbeid Staatsbiosfeerreservaat Astrachanski (Russisch: Астраханский ордена Трудового Красного Знамени государственный природный биосферный заповедник), is een strikt natuurreservaat gelegen in het zuiden van Rusland in de Oblast Astrachan. De oprichting van het reservaat vond plaats op 11 april 1919 op initiatief van de Commissie der Wetenschappers van de Universiteit Astrachan en werd op 24 november 1927 per decreet van de Raad van Volkscommissarissen van de Russische SFSR als staatsinstelling erkend. Als onderdeel van de Wolgadelta werd Astrachanski in 1975 opgenomen op de lijst van internationaal belangrijke watergebieden onder de Conventie van Ramsar. Daaropvolgend, in 1984 werd de zapovednik toegevoegd aan de lijst van biosfeerreservaten onder het Mens- en Biosfeerprogramma (MAB) van UNESCO. De huidige oppervlakte van het gebied bedraagt 679,17 km², verspreid over drie clusters. Hiervan ligt 122,12 km² onder water. Bovendien is er een bufferzone van 310 km² ingesteld.

## Geschiedenis
De tijd waarin Astrachanski werd opgericht kwam in een periode waarin natuurlijke schommelingen enerzijds en antropogene invloeden anderzijds een grote invloed hadden op de Wolgadelta. De bevolkingsgroei in de late 19e eeuw en het begin van de 20e eeuw zorgde voor een snelle ontwikkeling van de delta. Het warme klimaat en de overvloed aan vis en vogels trok industrieën, jagers, verzamelaars van eieren en gewone mensen naar de delta. Aangezien de natuurlijke hulpbronnen in rap tempo achteruit gingen werd er al in 1865 besloten een verboden gebied voor de visserij in de Wolgadelta in te stellen. Omdat de vraag naar veren en huiden van met name zilverreigers vanuit andere landen enorm was, ging de vogelstand onderuit in het gebied. Zo kocht een Frans bedrijf in 1903 ongeveer 100.000 huiden in Astrachan, wat een beeld schetst van de schaal waarop op vogels werd gejaagd. Ambachten die gespecialiseerd waren op bepaalde soorten verdwenen zelfs in het begin van de 20e eeuw, omdat deze soorten nagenoeg niet meer in de delta voorkwamen. Veel mensen waren in die tijd ook bezorgd voor de staat van de natuur. Toen de Universiteit van Astrachan werd opgericht in 1918, ging een van de eerste vergaderingen over het voorstel om een reservaat te creëren in de Wolgadelta. Het idee dat hieruit voortkwam werd gesteund door een commissie van wetenschappers en het commissariaat van de Universiteit Astrachan. In 1919 ging het hoofd van het commissariaat naar Moskou en ontmoette daar Vladimir Lenin, toen voorzitter van de Raad van Volkscommissarissen van de Russische SFSR, die hem uitnodigde om een decreet op te stellen die de delta in Astrachan zou beschermen. Op 17 januari 1919 werd het ontwerp ingediend bij de Raad van Volkscommissarissen die het plan op 11 april 1919 formeel goedkeurde. Hiermee was het de allereerste zapovednik die in de Sovjet-Unie werd opgericht.

## Flora en fauna
Aan het begin van de 20e eeuw waren soorten als grote zilverreiger (Ardea alba), kleine zilverreiger (Egretta garzetta), lepelaar (Platalea leucorodia), zwarte ibis (Plegadis falcinellus) en knobbelzwaan (Cygnus olor) zo goed als uitgeroeid. Vandaag de dag komen deze soorten weer veelvuldig voor in Astrachanski. Ook broeden er weer kwetsbare soorten als kroeskoppelikaan (Pelecanus crispus), ralreiger (Ardeola ralloides), koereiger (Bubulcus ibis),  steltkluut (Himantopus himantopus) en reuzenstern (Hydroprogne caspia) en is het gebied tijdens de voor- en najaarstrek van groot belang voor vogels als dwergaalscholver (Microcarbo pygmeus), dwerggans (Anser erythropus) en roodhalsgans (Branta ruficollis). Zeer zelden wordt het gebied ook gebruikt door de zeer kleine Ob-populatie van de ernstig bedreigde Siberische witte kraanvogel (Grus leucogeranus). Het gebied speelt een belangrijke rol tijdens de trek van deze soort van de Obboezem naar het Kaspische Zeegebied in het noorden van Iran. Van 1928 tot 1985 werden twee tot 22 individuen waargenomen in het gebied in de trekperioden. In maart 1991 werden opnieuw vijf vogels aangetroffen in het oosten van het reservaat en de afgelopen decennia worden er één tot vier individuen waargenomen tijdens de voor- en najaarstrek.
Ook zijn er 66 vissoorten vastgesteld in het gebied, waaronder soorten als zeelt (Tinca tinca), kolblei (Blicca bjoerkna) en zeer zeldzame soorten als steur (Acipenser sturio), Russische steur (Acipenser gueldenstaedtii) en beloegasteur (Huso huso).